# Талти
Талти (пол. Tałty) — льодовикове озеро в Польщі, на території Вармінсько-Мазурського воєводства, утворено останнім заледенінням. Належить до групи Великих мазурських озер. 

## Загальний опис
Береги озера, як правило, високі, горбисті, круті. Площа водної поверхні становить 18,36 км², але може коливатися залежно від сезону. Розташоване на висоті 116 м над рівнем моря. Довжина берегової лінії становить 31 км. Найбільша глибина озера — 44 м. Максимальна довжина — 12,4 км.
На озері зустрічаються такі види риб: лящ, лин, судак, щука, вугор.